# John Fisher, 1.º Barão Fisher
John Arbuthnot Fisher, 1.º Barão Fisher GCB OM GCVO (Rambodde, 25 de janeiro de 1841 – Londres, 10 de julho de 1920) foi o Primeiro Lorde do Almirantado da Marinha Real Britânica durante os períodos 1904-1910 e 1914-1915.
Com uma longa carreira naval foi influente no desenvolvimento estratégico, modernização e inovação da Marinha Real Britânica. O almirante Fisher foi o criador do conceito de cruzador de batalha e desenvolvimento do contratorpedeiro. Introduziu o uso do torpedo na Marinha Real e foi o responsável pela construção do encouraçado HMS Dreadnought que incorporou uma série de inovações tecnológicas que influenciaram toda a indústria naval de guerra no início do século XX.